# Делятинський район
Деля́тинський район — колишній район у складі Станіславської області УРСР. Центром району було містечко Делятин.

## Історія
17 січня 1940 року Надвірнянський повіт було розділено на 5 районів — Делятинський, Ланчинський, Надвірнянський, Солотвинський і Яремчанський райони.
До Делятинського району ввійшли містечко Делятин і ґміна Ослави Бяле, утворені Делятинська селищна рада і 4 сільські ради:
- Ослави Білі
- Ослави Чорні
- Потік Чорний
- Зарічанська над Прутом.

Першим секретарем райкому компартії призначили Я. З. Береснева, до того — другий секретар Дзержинського райкому міста Харкова.
Указом Президії Верховної Ради УРСР 13 листопада 1940 р. Делятинський район ліквідовано, Делятинська селищна рада, Зарічанська над Прутом сільська рада, сільська рада Ослави Білі й сільська рада Ослави Чорні приєднані до Яремчанського району, а сільська рада Потік Чорний приєднана до Печеніжинського району.